# Абрадж ал-Бейт
„Абрадж ал-Бейт“ (на арабски: أبراج البيت – Кули на дома) е комплекс от свързани небостъргачи и други високи сгради, намиращ се в свещения за мюсюлманите град Мека, Саудитска Арабия.
Той е най-високото съоръжение в страната и 3-то в света след „Бурдж Халифа“ (в Дубай, ОАЕ) и Шанхайската кула (в Шанхай, Китай), както и най-високият хотел в света.
Разположен е в сърцето на най-святото място на исляма, край джамията „Масджид ал-Харам“, в чийто двор се намира Кааба (Черната скала) - главната светиня на исляма.
Строителството на комплекса е завършено през 2012 г. Височината му е 601 метра. Общата разгъната площ е 1 500 000 м².
Най-високият небостъргач е 5-звездният хотел „Кралска часовникова кула“ със 120 етажа, на върха на който е съоръжена часовникова кула, увенчана с надписа „Аллах е най-велик!“. Хотелът може да подслони годишно около 100 000 души, с което да помогне за настаняването на общо около 5 000 000 мюсюлмани-поклонници, стичащи се ежегодно в Мека. Комплексът разполага със зала за молитви, с възможност да побере 4000 вярващи. Освен хотелската част в комплекса има частни апартаменти, конферентен център за бизнес гости, 4-етажен търговски център, паркинг за 800 автомобила и 2 вертолетни площадки.

## Сгради
Комплексът включва следните небостъргачи (име, височина, завършване):
1. „Hotel Tower“, 601 m (2012)
2. „Hajar“, 260 m (209)
3. „ZamZam“, 260 m (2008)
4. „Qiblah“, 240 m (2008)
5. „Sarah“, 240 m (2008)
6. „Marwah“, 240 m (2006)
7. „Safa“, 240 m (2007)